# Royal Antwerp Football Club
Il Royal Antwerp Football Club, noto in Italia come Anversa e internazionalmente come Antwerp, è una società calcistica belga con sede nella città di Anversa. Dalla stagione 2017-2018 milita nella Pro League, la massima divisione del calcio belga.
Fondata nel 1880, è stato il primo club ad iscriversi alla Federcalcio belga. È il club calcistico, ancora in attività, più antico del paese, e per questo è parte del Club of Pioneers, associazione che accoglie i club più longevi per ogni federazione.
Nella sua storia ha conquistato 5 campionati, 4 coppe nazionali e una Supercoppa del Belgio; a livello internazionale il massimo traguardo è stato il raggiungimento della finale della Coppa delle Coppe 1992-1993, ultima volta di una squadra belga nell'atto finale di una competizione UEFA per club, nella quale è stato sconfitto dal Parma.

## Storia
L'Anversa viene fondato nel 1880 come società polisportiva, alla quale viene aggiunta in seguito la sezione calcistica; questa risulta essere la prima squadra iscritta alla Federazione belga. Il club prende parte alla prima edizione del campionato nazionale nella stagione 1895-1896, classificandosi secondo alle spalle del RFC Liegi. Nel 1900, però, molti giocatori lasciano il club per approdare al neonato Beerschot, e l'Anversa non partecipa al campionato nella stagione successiva.
L'Anversa conquista il primo titolo nella stagione 1928-1929, mentre due anni dopo arriva la seconda vittoria; successivamente nei primi anni trenta l'Anversa ottiene tre secondi posti, mentre per il terzo titolo bisogna aspettare la stagione 1943-1944.
Nella seconda metà degli anni cinquanta inizia per l'Anversa un buon periodo: la squadra conquista la prima Coppa del Belgio nel 1955, mentre Victor Mees viene nominato calciatore belga dell'anno nel 1956; nella stagione 1956-1957 arriva poi il quarto titolo. I belgi partecipano così alla Coppa dei Campioni 1957-1958, ma il sorteggio non è fortunato: dall'urna esce il Real Madrid, la squadra più forte dell'epoca, che vince il doppio confronto con un pesante 8-1. Al termine di quella stagione l'Anversa ottiene un secondo posto in Patria, e Jef van Gool diventa capocannoniere del campionato.
Nella prima parte degli anni sessanta l'Anversa ottiene un secondo posto nella stagione 1962-1963 ed un terzo l'anno precedente. Nella seconda parte del decennio la squadra, dopo aver partecipato a quattro edizioni della Coppa delle Fiere senza peraltro superare mai il secondo turno, retrocede in seconda divisione al termine della stagione 1967-1968. Tornata in massima divisione all'inizio degli anni settanta la squadra ottiene altri due secondi posti sotto la guida di Guy Thys: in particolare nel campionato 1974-1975 Alfred Riedl diventa capocannoniere, e sempre nella stessa stagione la squadra torna a disputare la finale nella Coppa del Belgio, uscendo però sconfitta 1-0 dall'Anderlecht; successivamente i belgi disputano due edizioni di Coppa UEFA venendo eliminati in entrambi i casi nei sedicesimi. Nel decennio successivo arrivano in squadra tra gli altri Leo Van Der Elst, László Fazekas e Marc Van Der Linden, ma la squadra ottiene al massimo due terzi posti in campionato, uno dei quali nel campionato 1987-1988 quando Francis Severeyns diventa capocannoniere, e viene ingaggiato dal Pisa per la stagione successiva. In squadra arriva così Nico Claesen, e l'Anversa raggiunge i quarti di finale nella Coppa UEFA 1989-1990, dove viene eliminato dal Colonia.
La squadra torna a sollevare un trofeo nel 1992 conquistando la Coppa del Belgio, che consente all'Anversa di partecipare per la prima volta alla Coppa delle Coppe. Qui i belgi, grazie anche ai gol del capocannoniere Alexandre Czerniatynski raggiungono la finale, che viene disputata il 12 maggio 1993 allo Stadio di Wembley. L'incontro vede l'Anversa opposta al Parma, ma vincendo l'incontro per 3-1 sono gli emiliani a conquistare il prestigioso trofeo.
Dopo due quinti posti in campionato e altrettante partecipazioni alla Coppa UEFA, l'Anversa retrocede al termine della stagione 1997-1998. In seguito viene stipulata una partnership con il Manchester Utd, club al quale l'Anversa ha affidato diverse volte alcuni suoi giocatori per permetterne lo sviluppo calcistico. L'Anversa torna nel massimo campionato nella stagione 2000-2001, senza più tuttavia riuscire a classificarsi nelle posizioni di vertice. L'ultima retrocessione in seconda divisione arriva al termine del campionato 2003-2004. Dalla stagione 2017-2018 torna a militare nella Pro League, il massimo campionato belga. Nella stagione 2022-2023 torna a vincere il campionato, il quinto della propria storia, a 66 anni dall'ultimo; è il secondo trofeo stagionale dopo la Coppa nazionale conquistata il 30 aprile. Ottenuto il diritto di disputare la UEFA Champions League 2023-2024, l'Anversa viene sorteggiato insieme a Barcellona, Porto e Shakthar Donetsk, arrivando ultimo nel girone con soli 3 punti conquistati (frutti di una vittoria contro i blaugrana).

## Allenatori
Gli allenatori del club sono stati:
- Alfred Verdyck (1919-30)
- Victor Löwenfeldt (1930-32)
- Jules Delausnay (1932-34)
- John Less (1934)
- Ignác Molnár (1934-36)
- Victor Löwenfeldt (1936-38)
- Fernand Wertz (1938-39)
- Gustave Pelsmaeker (1941-44)
- Gustave Pelsmaeker (1945-49)
- Jean De Clercq, Richard Gedopt (1949-53)
- Harry Game (1953-60)
- Viktor Havlicek (1960-61)
- Karl Humenberger (1961-64)
- Gust Hofman, J.Fraipont (1964-65)
- Hubert D'Hollander (1965)
- Harry Game (1965-68)
- Robert Maertens (1968-70)
- Louis Cautreels (1970-71)
- Pál Csernai (1971-72)
- Edward Wauters, D.Simons (1972)
- Urbain Braems (1972-73)
- Guy Thys (1973-76)
- Jef Vliers (1976-77)
- Ladislav Novak (1977-79)
- Edward Wauters, Staf Van Den Bergh (1979-80)
- Dimitrije Davidović (1980-83)
- Jean Dockx (1983-84)
- Arie Haan (1984-85)
- Léon Nollet (1985-86)
- Georg Keßler (1986-89)
- Dimitrije Davidović (1989-91)
- Jaak De Wit, Danny Koekelcoren (1991)
- Walter Meeuws (1991-93)
- Urbain Haesaert (1993-95)
- László Fazekas (1995)
- Ratko Svilar (1995-96)
- Georg Keßler (1996-98)
- Ratko Svilar (1998)
- Regi Van Acker (1998-01)
- Wim De Coninck (2001-02)
- Henk Houwaart (2002-03)
- René Desayere (2003)
- Dojčin Perazić (2003-04)
- Marc Grosjean (2004)
- Jerko Tipurić (2004-05)
- Regi Van Acker (2005-06)
- Warren Joyce (2006-08)
- Dimitrije Davidović (2008-09)
- Ratko Svilar (2009-2010)
- Colin Andrews (2010-2011)
- Bart De Roover (2011-2012)
- Bart Wilmssen (2012)
- Dennis van Wijk (2012-2013)
- Jimmy Floyd Hasselbaink (2013-2015)
- David Gevaert (2015-2016)
- Frederik Vanderbiest (2016)
- David Gevaert (2016)
- Wim De Decker (2016-2017)
- Laszlo Boloni (2017-2020)
- Ivan Leco (2020)
- Franky Vercauteren (2021)
- Brian Priske (2021-2022)
- Mark Van Bommel (2022-2024)
- Jonas De Roeck (2024-)

## Calciatori
- Calciatore belga dell'anno
- 1956  Victor Mees
- 1966  Wilfried Van Moer
- Maggior numero di presenze
- Robert Geens 346
- Maggior numero di gol segnati
- Francis Severeyns 102

- Capocannonieri del campionato belga
- 1958  Jef van Gool
- 1975  Alfred Riedl
- 1988  Francis Severeyns

### Vincitori di titoli
Calciatori campioni d'Africa
- Abdoulaye Seck (Camerun 2021)

Calciatori campioni olimpici di calcio
- Désiré Bastin (Anversa 1920)
- Leopold De Groof (Anversa 1920)
- Fernand Wertz (Anversa 1920)

## Palmarès

### Competizioni nazionali
- Campionato belga: 5

1928-1929, 1930-1931, 1943-1944, 1956-1957, 2022-2023
- Coppa del Belgio: 4

1954-1955, 1991-1992, 2019-2020, 2022-2023
- Supercoppa del Belgio: 1

2023
- Tweede klasse: 2

1999-2000, 2016-2017

### Competizioni internazionali
- Coppa Intertoto: 1

1978
- Challenge international du Nord: 1

1902

### Altri piazzamenti
- Campionato belga:

Secondo posto: 1895-1896, 1924-1925, 1929-1930, 1931-1932, 1932-1933, 1945-1946, 1955-1956, 1957-1958, 1962-1963, 1973-1974, 1974-1975
Terzo posto: 1896-1897, 1921-1922, 1941-1942, 1951-1952, 1961-1962, 1982-1983, 1987-1988, 2020-2021
- Coppa del Belgio:

Finalista: 1974-1975, 2023-2024
Semifinalista: 1955-1956, 1973-1974, 1981-1982, 1995-1996, 2024-2025
- Supercoppa del Belgio:

Finalista: 1992
- Tweede klasse:

Terzo posto: 2015-2016
- Coppa delle Coppe:

Finalista: 1992-1993
- Coppa dei Vincitori:

Semifinalista: 1935

## Statistiche

### Statistiche nelle competizioni UEFA
Tabella aggiornata alla fine della stagione 2019-2020.
| Competizione                  | Partecipazioni | G  | V  | N | P  | RF | RS |
| ----------------------------- | -------------- | -- | -- | - | -- | -- | -- |
| UEFA Champions League         | 1              | 2  | 0  | 0 | 2  | 1  | 8  |
| Coppa delle Coppe             | 1              | 9  | 2  | 4 | 3  | 14 | 15 |
| Coppa UEFA/UEFA Europa League | 9              | 34 | 11 | 8 | 15 | 49 | 55 |
| Coppa delle Fiere             | 4              | 14 | 5  | 2 | 7  | 14 | 21 |
| Coppa Intertoto               | 1              | 4  | 2  | 1 | 1  | 7  | 7  |

## Organico

### Rosa 2024-2025
Aggiornata al 3 febbraio 2025.
| N. |                        | Ruolo | Calciatore             |
| -- | ---------------------- | ----- | ---------------------- |
| 2  | Belgio (bandiera)      | D     | Kobe Corbanie          |
| 3  | Belgio (bandiera)      | D     | Björn Engels           |
| 4  | Paesi Bassi (bandiera) | D     | Jairo Riedewald        |
| 5  | Argentina (bandiera)   | D     | Ayrton Costa           |
| 6  | Ghana (bandiera)       | D     | Denis Odoi             |
| 7  | Suriname (bandiera)    | A     | Gyrano Kerk            |
| 8  | Belgio (bandiera)      | C     | Dennis Praet           |
| 9  | Suriname (bandiera)    | C     | Tjaronn Chery          |
| 10 | Belgio (bandiera)      | A     | Michel-Ange Balikwisha |
| 13 | Belgio (bandiera)      | C     | Olivier Deman          |
| 14 | Ecuador (bandiera)     | A     | Anthony Valencia       |
| 18 | Paesi Bassi (bandiera) | A     | Vincent Janssen        |
| 19 | Nigeria (bandiera)     | A     | Victor Udoh            |

| N. |                     | Ruolo | Calciatore          |
| -- | ------------------- | ----- | ------------------- |
| 20 | Mali (bandiera)     | C     | Mahamadou Doumbia   |
| 23 | Belgio (bandiera)   | D     | Toby Alderweireld   |
| 25 | Belgio (bandiera)   | C     | Jelle Bataille      |
| 26 | Bulgaria (bandiera) | D     | Rosen Božinov       |
| 27 | Guinea (bandiera)   | A     | Mohamed Bayo        |
| 30 | Germania (bandiera) | C     | Christopher Scott   |
| 33 | Belgio (bandiera)   | D     | Zeno Van Den Bosch  |
| 41 | Belgio (bandiera)   | P     | Mathis Van Gils     |
| 46 | Belgio (bandiera)   | C     | Milan Smits         |
| 50 | Kosovo (bandiera)   | D     | Laurit Krasniqi     |
| 75 | Belgio (bandiera)   | C     | Andreas Verstraeten |
| 81 | Belgio (bandiera)   | P     | Niels Devalckeneer  |
| 91 | Belgio (bandiera)   | P     | Senne Lammens       |